# Friedrich Spee
Friedrich Spee von Langenfeld (Kaiserswerth, 25 febbraio 1591 – Treviri, 7 agosto 1635) è stato un gesuita e scrittore tedesco, famoso per aver denunciato gli abusi commessi nei processi per stregoneria e come autore di inni religiosi. 
Spee fu tra i primi a criticare l'uso della tortura giudiziaria, argomentando che tale forma di interrogatorio non è un modo per ottenere la verità, poiché chi la subisce è disposto ad ammettere qualsiasi cosa pur di farla cessare.
La forma spesso usata "Friedrich von Spee" è da considerarsi errata.

## Vita
Spee nacque a Kaiserswerth sul Reno. Dopo gli studi nel collegio gesuitico di Colonia, entrò nella Compagnia di Gesù nel 1610. Compì i suoi studi teologici e insegnò nei collegi della Compagnia a Treviri, Fulda, Würzburg, Spira, Worms e Magonza, dove fu ordinato sacerdote nel 1622.
Nel 1624 divenne professore all'Università di Paderborn. Dal 1626 insegnò a Spira, a Wesel, a Treviri e a Colonia, e predicò a Paderborn, Colonia e Hildesheim. Nel 1628 Friedrich Spee venne inviato a Peine, città un tempo protestante e ora, grazie alle vittorie imperiali, tornata nelle mani dei cattolici. Qui si dedicò alla predicazione del cattolicesimo ai cittadini protestanti riscuotendo un grande successo ma facendosi anche molti nemici: nel 1629 fu vittima di un tentativo di omicidio e rimase gravemente ferito.
Dopo un periodo di convalescenza, Spee riprese la sua attività come professore di teologia morale a Paderborn e successivamente a Colonia e, nel 1633, fu inviato a Treviri. Durante l'assedio della città da parte delle forze imperiali nel marzo del 1635 (nel corso della Guerra dei Trent'anni), Spee si segnalò per lo zelo con cui prestò soccorso ai feriti, e morì poco dopo per avere contratto la peste mentre assisteva in un ospedale dei soldati che ne erano affetti.

## Opere

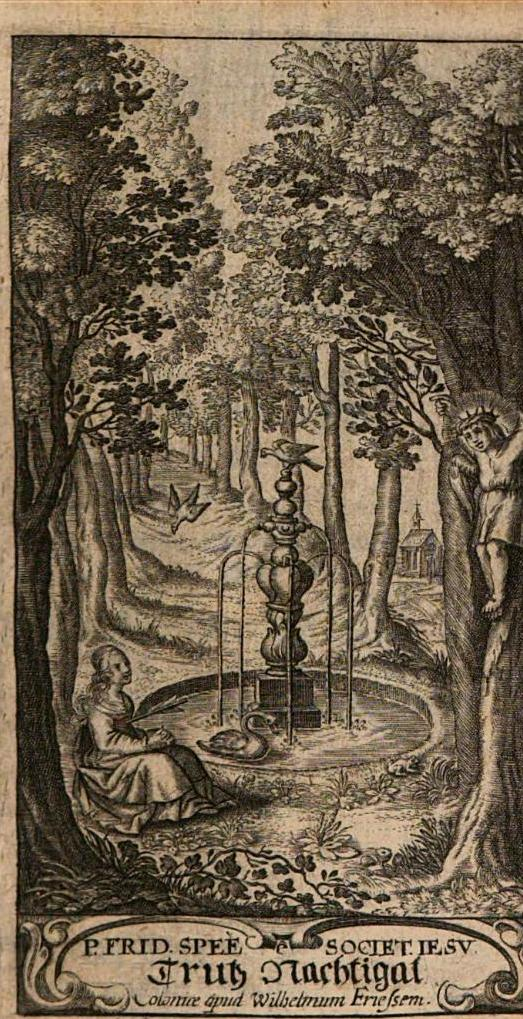
Il Trutz-Nachtigal di Spee

L'attività letteraria di Spee fu in gran parte concentrata negli ultimi anni della sua vita. Due delle sue opere furono pubblicate solo dopo la sua morte: il Goldenes Tugendbuch (Libro d'oro delle Virtù), un'operetta devozionale molto apprezzata da Leibniz, e il Trutznachtigall (In gara con l'usignuolo), una raccolta di inni sacri, che occupa un posto di rilievo tra i libri religiosi del XVII secolo ed è stata più volte ristampata e aggiornata fino ai giorni nostri.
La sua opera più importante, la Cautio criminalis, seu de processibus contra sagas, è un'indagine dettagliata sui processi per stregoneria, basata sulla sua esperienza personale come "confessore delle streghe" a Bamberga e a Würzburg, nell'attuale Baviera. Il libro fu stampato in latino nel 1631 a Rinteln senza il nome o il permesso dell'autore.
Spee descriveva con sarcasmo gli abusi che si verificavano nella gran parte dei processi, in particolare l'uso del cavalletto. Si faceva promotore di misure di riforma, e in particolar modo caldeggiava la promulgazione di una nuova legge imperiale in materia e l'introduzione della responsabilità per i danni causati dalle sentenze ingiuste dei giudici. Spee non sosteneva esplicitamente l'immediata abolizione dei processi per stregoneria, perché così facendo sarebbe andato contro la posizione ufficiale della Chiesa, ma dal contesto dell'opera si può evincere una critica implicita all'esistenza stessa di tale pratica.
La Cautio Criminalis indusse ad abolire i roghi delle streghe in alcuni luoghi, specialmente a Magonza e diede un importante contributo alla fine della caccia alle streghe. L'impatto morale della pubblicazione fu notevole. Per tutto il XVII secolo ne comparvero molte nuove edizioni e traduzioni in lingua tedesca.
Tra i membri dell'ordine gesuita il trattato fu accolto con favore. Posizioni analoghe a quelle di Spee erano sostenute in quegli stessi anni dai gesuiti tedeschi Adam Tanner e Paul Laymann. Una celebre osservazione contenuta nella Cautio Criminalis suggeriva che la Germania e l'Inghilterra dovevano avere più streghe e diavoli della Spagna e dell'Italia, dal momento che nei primi due paesi i roghi erano molto più diffusi. Questa affermazione è, con tutta probabilità, una critica non tanto velata all'Europa protestante, che fu responsabile di molti più processi per stregoneria rispetto ai paesi cattolici.
Il libro di Spee è stato ripubblicato fino ai giorni nostri. Una traduzione italiana è stata recentemente curata da Salerno Editrice.

## Argomenti contro la tortura

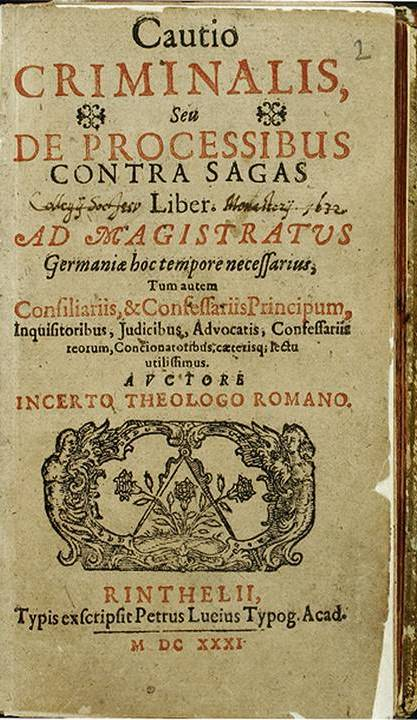
Prima edizione anonima della Cautio Criminalis, attribuita a un "teologo romano sconosciuto"

La Cautio Criminalis contiene 52 domande alle quali Spee tenta di fornire una risposta argomentata. Le conclusioni di Spee sono le seguenti:
- Alle presunte streghe devono essere forniti un avvocato e una difesa legale, e l'enormità del crimine rende questo diritto ancora più importante del normale.
- Esiste il rischio reale che gli innocenti confessino sotto tortura semplicemente per porre fine alla sofferenza.
- Condannare le presunte streghe per non avere confessato sotto tortura è assurdo. Spee si opponeva all'idea che tale silenzio fosse di per sé prova di stregoneria, poiché in questo caso chiunque sarebbe stato colpevole.
- La tortura non produce la verità, dal momento che coloro che desiderano porre fine alle sofferenze possono fermarla sia dicendo la verità che mentendo.
- Le denunce dei complici fatte dalle "streghe" sotto tortura sono di scarso valore: o la persona torturata è innocente, nel qual caso non ha complici, o è davvero in combutta con il diavolo, nel qual caso le sue denunce non possono essere degne di fede.

Spee era particolarmente preoccupato per i casi in cui una persona veniva costretta sotto tortura a denunciare i suoi complici, che venivano poi torturati e costretti a denunciare altri complici, fino al punto che chiunque poteva divenire sospetto:
Molte persone che incitano con veemenza l'Inquisizione contro gli stregoni nelle loro città e nei loro villaggi non sono affatto consapevoli e non si accorgono né prevedono che una volta che hanno iniziato a chiedere la tortura, ogni persona torturata deve denunciarne molte altre. I processi continueranno, e alla fine le denunce raggiungeranno inevitabilmente loro e le loro famiglie, poiché, come ho avvertito sopra, e non si metterà fine ai processi finché non saranno tutti bruciati. (domanda 15)
Spee non contesta l'esistenza delle streghe e inizia il libro dichiarando apertamente che le streghe esistono realmente. Tuttavia, è molto turbato dal fatto che persone innocenti vengano torturate e uccise insieme alle vere streghe. Sosteneva (domanda 13) che la parabola della zizzania in Matteo 13,24-30 significava che a qualcuno dei colpevoli doveva essere concessa la libertà, così che anche gli innocenti non fossero condannati.

## Gli inni religiosi di Spee

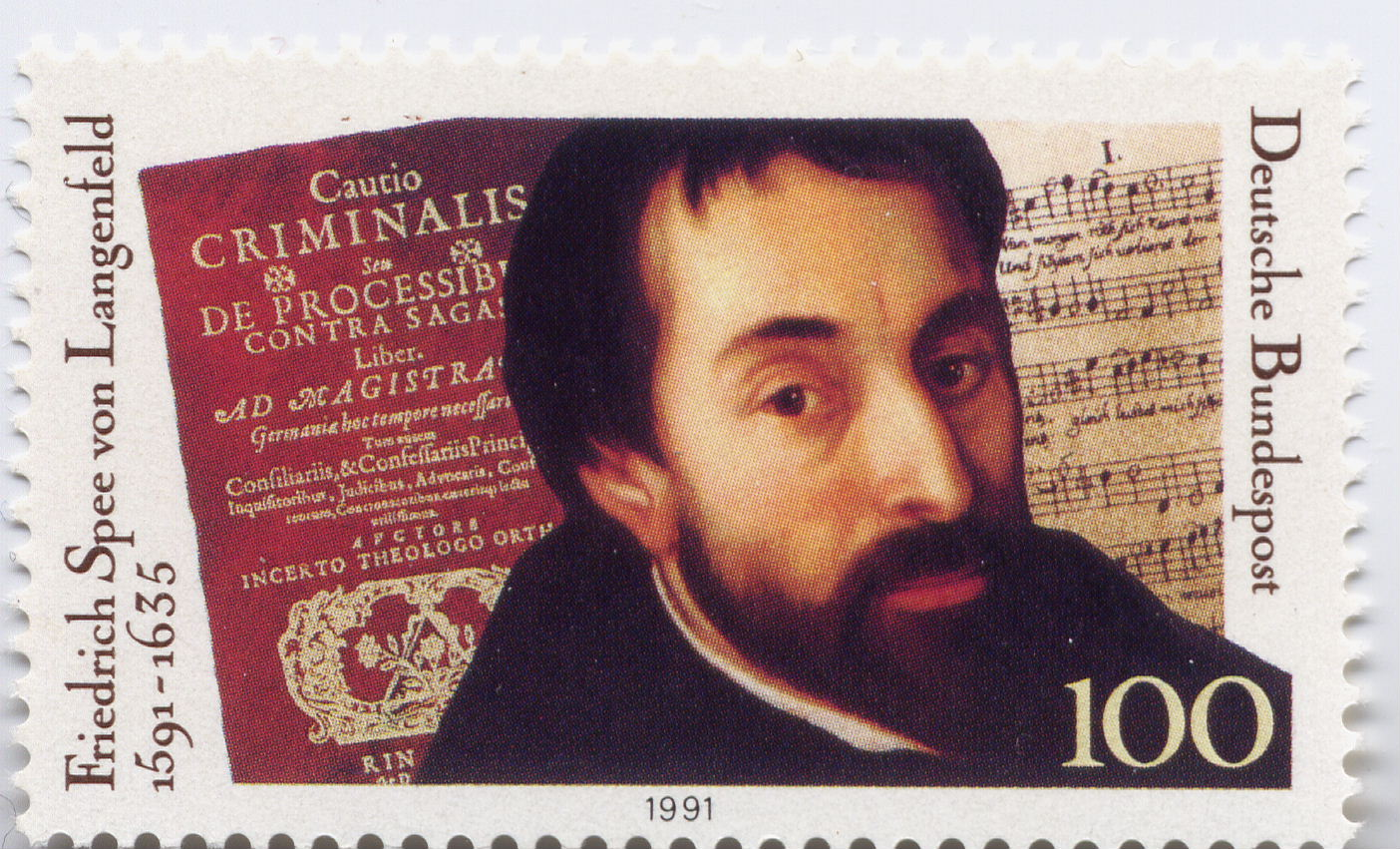
Francobollo tedesco in onore del 400º anniversario dalla nascita di Friedrich Spee (1991)

Spee ha scritto i testi e le melodie di dozzine di inni, ed è ancora oggi l'autore al quale viene attribuita la maggior parte degli inni cattolici tedeschi. Sebbene sia stato un innografo anonimo in vita, oggi gli vengono attribuite diverse opere popolari tra le quali la canzone dell'Avvento "O Heiland, reiß die Himmel auf", i canti natalizi "Vom Himmel hoch, o Engel, kommt" e "Zu Bethlehem geboren", e l'inno di Pasqua "Lasst uns erfreuen" ampiamente usato con testi inglesi negli inni del XX secolo "Ye Watchers and Ye Holy Ones" e "All Creatures of Our God and King".

## Opere
- (LA) Friedrich Spee, Cautio criminalis seu de processibus contra sagas liber, Rinthelii, Typis exscripsit Petrus Lucius typog. acad., 1631.
- (DE) Friedrich Spee, Güldenes Tugendbuch, Coloniæ, apud Wilhelmum Freissem, 1647.
- (DE) Friedrich Spee, Trvtz nachtigal, oder Geistlichs- poetisch lvstvvaldlein: dessgleichen noch nie zuvor in teutscher sprach gesehen, Cöllen, In verlag Wilhelmi Frieffem, 1649.